# Бухарский диалект арабского языка
Буха́рский диалект арабского языка — одна из среднеазиатских разновидностей арабского языка.
В справочнике Ethnologue название бухарский арабский (англ. Bukhara Arabic) применяется к «таджикскому арабскому диалекту» (англ. Tajiki Arabic, ISO 639-3: abh). Численность носителей «таджикского диалекта» определена в 1 тыс. человек в Таджикистане и 5 тыс. человек в Афганистане (1967), а местом их проживания в Таджикистане названы деревни в Вахшской долине и города Куляб и Худжанд.
В 1938 году на бухарском диалекте разговаривали около 400 арабов в деревнях Джовгари, Чагдари и Шахан-бек в Гиждуванском районе и в селении Арабхона в Вабкентском районе. Большинство арабов владели двумя или тремя языками (родной диалект и узбекский или таджикский языки). Бухарские арабы жили оторванно как от местных жителей, так и от носителей другого арабского диалекта Узбекистана — кашкадарьинского. Бухарский и кашкадарьинский диалекты невзаимопонятны. На первый больше повлиял таджикский язык, на второй — узбекский.
Фонология бухарского диалекта в общем осталась консервативной, примером тому является сохранение редко встречающихся фарингальных и фарингализованных согласных. В порядке слов, наоборот, из-за влияния местных тюркских языков, произошли значительные изменения. Также примером влияния окружающих языков на язык бухарских арабов может послужить исчезновение условной частицы in (араб. إن‎) и её замена эквивалентным таджикским союзом agar/agal.